# Benjamin Lett
Pour les articles homonymes, voir Lett.
Benjamin Lett (Kilkenny, Irlande, 14 novembre 1813 – Milwaukee, Wisconsin, 9 décembre 1858) est un patriote et un hors-la-loi anglo-irlandais-canadien.

## Biographie
La famille de Benjamin Lett immigra au Bas-Canada en 1819 et s'établissent dans le canton de Chatham sur la rivière des Outaouais. Son père, Samuel, meurt accidentellement quelques années après leur arrivée. En 1833, la famille déménage dans le canton de Darlington sur le lac Ontario afin de se consacrer à l'agriculture.

### Rébellion du Haut-Canada
Lorsque la rébellion éclate dans le Haut-Canada et dans le Bas-Canada en 1837, Benjamin Lett travaille encore à la ferme familiale. Lorsque William Lyon Mackenzie lance la révolte à Toronto, Benjamin Lett refuse d'y participer. Une bande d'orangistes armés tentent de faire arrêter Benjamin et contraignent sa famille à s'enfuir au Texas.
Lett se joint alors aux forces de Mackenzie qui se sont installées depuis le 14 décembre 1837 sur l'île Navy située sur la rivière Niagara. Le groupe est composé d'environ 200 supporteurs américains et canadiens. Un petit navire à vapeur vient ravitailler les troupes, il s'agit du Caroline. Ce dernier part de Buffalo dans l'État de New York. Dans la nuit du 29 au 30 décembre, un petit détachement canadien est envoyé par le colonel Allan MacNab et commandé par le capitaine de la Marine royale Andrew Drew avec mission de se débarrasser du Caroline. Le détachement prend alors le contrôle du navire, y met le feu et le laisse dériver dans les chutes du Niagara. Ce événement connu aujourd'hui sous le nom de l'affaire du Caroline viendra raviver les tensions entre les Britanniques et les États-Unis. Bombardés sur leur île pendant une dizaine de jours, Lett et la troupe de Mackenzie doivent quitter l'île le 14 janvier 1838. Lett participe également aux batailles de l'île Fighting et de l'île Pelée, près de Windsor, en février et mars 1838, mais les troupes rebelles seront à nouveau défaites.

### Accusations et arrestations

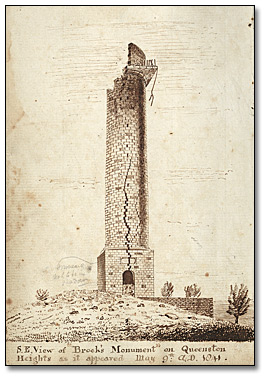
Le monument Brock le 9 mai 1841

Dans la nuit du 16 novembre 1938, le capitaine de la milice Ussher Edgeworth qui avait participé à l'Affaire Caroline est abattu sur le seuil de sa maison près de Chippawa (en). On soupçonne alors Lett d'avoir quitté Buffalo et d'avoir commis l’assassinat. Le lieutenant-gouverneur Sir George Arthur (en) offre alors une récompense de 500 £ (environ 60 000 CAD aujourd'hui) pour l'arrestation de Lett.
En plus de l'assassinat d'Edgeworth, on le soupçonne d'avoir comploté la destruction de la flotte britannique du lac Ontario dans le port de Kingston en janvier 1839 et d'avoir tenté en juin d'enlever des citoyens de Cobourg impliqués dans l'incident du Caroline.
Surnommé le « Rob Roy du Haut-Canada », Lett est décrit par le journal le Cobourg Star ainsi : « mesurant 5 pieds 11 pouces (1,80 m), plutôt mince, des cheveux et des favoris blond roux, une face rubiconde et pleine de taches de rousseur, la peau claire, de grandes mains musclées et des doigts ronds, longs et très blancs. Des yeux bleu clair et remarquablement pénétrants. » On le décrit comme habituellement armé de quatre pistolets et d'un long couteau.
Le 17 avril 1840, le monument Brock à Queenston Heights (en) est partiellement détruit par une explosion de poudre à canon. Symbole important pour les britanniques, Arthur accuse Lett d'être l'auteur principal de cette explosion :« Il a été clairement établi, fit-il savoir au gouverneur Charles Edward Poulett Thomson, que cette vile tentative de destruction du monument fut perpétrée par Benjamin Lett – le Rob Roy du Haut-Canada – qui rôde toujours près de notre frontière, ourdissant et commettant toutes sortes de mauvais coups. »
Lett sera arrêté par les autorités américaines en juin 1840 alors qu'il tente de brûler le navire à vapeur, le Great Britain à Oswego, dans l'État de New York. Il est reconnu coupable de tentative d'incendie criminel et on le condamne à sept ans de travaux forcés à l'établissement correctionnel d'Auburn. Lett s'évade toutefois durant le trajet en train et part en cavale pendant 15 mois.
Lett est alors recherché par les autorités de chaque côté de la frontière. Il vit alors en Illinois jusqu'en septembre 1841 où il retourne dans l'État de New York. Selon son frère Thomas, Benjamin Lett sera invité chez un résident de Buffalo et se fera voler ses armes par son hôte avant qu'une troupe de policiers n'interviennent et ne l'arrêtent. Il sera à nouveau transporté vers l'établissement correctionnel d'Auburn, cette fois sans évasion. Sa santé se détériorant rapidement, Lett est gracié et libéré en 1845 par le gouverneur de l'État de New York, Silas Wright. Il vit une période de convalescence à Buffalo auprès du docteur Edward Alexander Theller avant de retourner en Illinois avec ses frères et sœurs dans un ferme près de Northville où ils s'étaient établis cinq ans plus tôt.
Il n'y a plus de cause patriotique à défendre pour Lett qui habite alors en Illinois. En 1858, lors d'une expédition de traite sur le lac Michigan, il meurt mystérieusement d'un empoisonnement à la strychnine, à Milwaukee. Son frère Thomas prétendit plus tard que des agents du Parti Tory seraient responsables de sa mort. On enterra Benjamin au cimetière Lett, près de la ferme familiale à Northville. Certains gardent un souvenir de Benjamin Lett comme celui d'un terroriste et de celui qui a détruit le monument Brock, d'autres le voient comme un Patriote canadien. Chose certaine, il n'aura fallu que quelques années pour que le fermier du canton de Darlington soit connu dans le Haut-Canada, dans l'État de New-York et en Illinois.